# Faitotoa Asa

a Compétitions nationales et continentales officielles uniquement.

Dernière mise à jour le 10 juillet 2024.
Faitotoa Asa, né le 30 décembre 1986 à Wellington, est un joueur néo-zélandais de rugby à XV qui évolue au poste de pilier.

## Biographie
Né en Nouvelle-Zélande,,, Faitotoa Asa est officiellement déclaré à l'état civil sous le prénom Faitotoa Junior et le nom de famille Faitotoa Asa, après une confusion lors de la déclaration de naissance faite par son père.
Dans un premier temps, il évolue principalement en tant que joueur de rugby à XIII, depuis l'âge de 9 ans jusqu'à ses 24 ans, déménageant vers ses 15 ans à Sydney en Australie. Il porte entre autres les couleurs des Western Suburbs Magpies.
En dehors du sport, il exerce le métier de professeur de sport et de géographie.
Faitotoa se reconvertit ensuite vers le rugby à XV, évoluant entre autres en 2012 avec le club de Penrith RC au niveau universitaire,. Il joue à partir de 2013 avec le Randwick DRUFC, avec qui il dispute le Shute Shield. Faitotoa figure ainsi dans l'équipe type officieuse de la saison 2013,. Il est par la suite sélectionné pour disputer l'édition 2015 (en) de la National Rugby Championship, avec le club des New South Wales Country Eagles. Entre-temps, il prend part à des entraînements avec les Waratahs, franchise de Super Rugby, sans pour autant intégrer l'effectif professionnel.
Après trois années sous les couleurs de Randwick, il rejoint l'Europe pendant l'été 2015 et signe un contrat d'une saison avec l'US Dax en Pro D2,. Il prolonge ensuite pour deux saisons supplémentaires en 2017. Malgré la relégation de l'US Dax en Fédérale 1 à l'intersaison 2018, son contrat est maintenu jusqu'en 2019. En parallèle de ses activités sportives professionnelles, il suit des études de business management par correspondance à la Toulouse Business School.
À l'issue de la saison 2018-2019, Faitotoa retourne en Pro D2, s'engageant avec le club de l'US Montauban pour deux saisons. Néanmoins, le club et le joueur se séparent après une année.
Alors que son précédent club s'apprête à disputer l'édition inaugurale de la nouvelle division Nationale, Asa acte son retour avec les rouge et blanc, signant un contrat de deux saisons,. Il prolonge ensuite pour une année plus une optionnelle ; lors de cette saison 2022-2023, il fait partie du groupe dacquois acquérant la remontée du club en Pro D2. Après une saison lui permettant d'évoluer à nouveau en division professionnelle, son contrat n'est pas prolongé.
Il reste dans les Landes et s'engage avec l'US Tyrosse en vue de la saison 2024-2025 de Fédérale 1 ; entre temps, il dispute quelques rencontres sous le maillot de son ancien club de Randwick à l'intersaison, à l'occasion d'un séjour en Australie. Dès sa première saison au sein de l'équipe, l'US Tyrosse acquiert son accession en Nationale 2 après sa victoire en quart de finale aller-retour contre le Peyrehorade SR, avant d'être sacrée quelques semaines plus tard championne de France, avec sa victoire 28 à 25 face à l'Union Drancy Saint-Denis.

## Palmarès
- Championnat de France de Nationale :
  - Vice-champion : 2023[note 1] avec l'US Dax.
- Championnat de France de Fédérale 1 :
  - Champion : 2025 avec l'US Tyrosse.